# Megarthria
Megarthria is een geslacht van vlinders van de familie snuitmotten (Pyralidae), uit de onderfamilie Phycitinae.

## Soorten
- M. alpha Heinrich, 1956
- M. beta Heinrich, 1956
- M. frustrator Heinrich, 1956
- M. peterseni Zeller, 1881
- M. schausi Heinrich, 1956
- M. squamifera Heinrich, 1956